# 38643 Scholten
38643 Scholten è un asteroide della fascia principale. Scoperto nel 2000, presenta un'orbita caratterizzata da un semiasse maggiore pari a 2,216219 UA e da un'eccentricità di 0,127238, inclinata di 3,733358° rispetto all'eclittica.